# Жгиров, Филипп Ерофеевич
Филипп Ерофеевич Жгиров (29 октября [11 ноября] 1911, Гута, Могилёвская губерния — 20 января 1998, Санкт-Петербург) — советский офицер, участник Великой Отечественной войны, Герой Советского Союза (15.01.1944). Генерал-майор (1959).

## Биография

Могила Ф. Е. Жгирова на Богословском кладбище Санкт-Петербурга.

Родился 29 октября (11 ноября) 1911 года в деревне Гута (ныне — село в Рогачёвский район Гомельской области, Белоруссия). После окончания учебно-кооперативного комбината в Бобруйске работал в колхозе.
В октябре 1933 года был призван на службу в Рабоче-крестьянскую Красную армию. В 1939 году окончил Московское военное пехотное училище имени Верховного Совета РСФСР. Был направлен на службу в Забайкалье, в августе 1939 года прибыл в зону боёв на Халхин-Голе и поступил в распоряжение командующего 1-й армейской группой комкора Г. К. Жукова, принимал участие в боевых действиях. С апреля 1940 по ноябрь 1941 года командовал ротой в 152-м стрелковом полку 94-й стрелковой дивизии Забайкальского военного округа, затем убыл на учёбу. Член ВКП(б) с 1941 года. В 1942 году окончил ускоренный курс Военной академии РККА имени М. В. Фрунзе.
С июня 1942 года — участник Великой Отечественной войны, будучи назначен начальником штаба 1007-го стрелкового полка 292-й стрелковой дивизии, участвовал с ней в Сталинградской битве на Сталинградском фронте. С 15 января 1943 года был начальником штаба 1315-го стрелкового полка 173-й стрелковой дивизии, с которым воевал в 173-й стрелковой дивизии 21-й армии Донского фронта, отличился при ликвидации окружённой немецкой группировки в Сталинграде. за отвагу и героизм личного состава в Сталинградской битве 1 марта 1943 года полку и дивизии были присвоены гвардейские звания и они стали именоваться 221-м гвардейским стрелковым полком и 77-й гвардейской стрелковой дивизией, а капитан Жгиров продолжил службу начальником штаба этого полка. После Сталинграда дивизия довольно долго находилась в резерве, в июне 1943 года прибыла в состав 61-й армии Брянского фронта, а в августе перешла вместе с армией на Центральный фронт. Участвовал в Орловской и Черниговско-Припятской наступательных операциях. 
Начальник штаба 221-го гвардейского стрелкового полка 77-й гвардейской стрелковой дивизии 61-й армии Центрального фронта гвардии майор Филипп Жгиров отличился во время битвы за Днепр. При приближении к Днепру Жгиров заранее организовал сбор и изготовление подручных переправочных средств в полку. При выходе полка на Днепр он лично провёл разведку и разработал план форсирования. В ночь с 27 на 28 сентября 1943 года полк во-многом благодаря чёткой и слаженной работе штаба с боем и под сильным артиллерийско-миномётным огнём переправился через Днепр в районе деревни Вялье Брагинского района Гомельской области Белорусской ССР. Полк успешно захватил плацдарм на западном берегу Днепра и продвинулся на шесть километров вперёд. Штаб полка во главе с Жгировым обеспечил бесперебойную доставку подкреплений на плацдарм, устойчивую радиосвязь с передовыми частями на плацдарме. Переправившись на только что занятый плацдарм, он обеспечил его стремительное расширение до подхода подкреплений к противнику и захват ближайших деревень, превращенных в узлы обороны, что позволило полку стойко отразить десятки последующих вражеских контратак. В бою майор Жгиров многократно проявлял личное мужество.
Указом Президиума Верховного Совета СССР «О присвоении звания Героя Советского Союза генералам, офицерскому, сержантскому и рядовому составу Красной Армии» от 15 января 1944 года за «образцовое выполнение боевых заданий командования по форсированию реки Днепр и проявленные при этом мужество и героизм» гвардии майор Филипп Ерофеевич Жгиров был удостоен звания Героя Советского Союза с вручением ордена Ленина и медали «Золотая Звезда» за номером 2946. Героями Советского Союза за форсирование Днепра также стали командир геройского 221-го гвардейского стрелкового полка майор Николай Петухов и ещё 7 воинов этого полка.

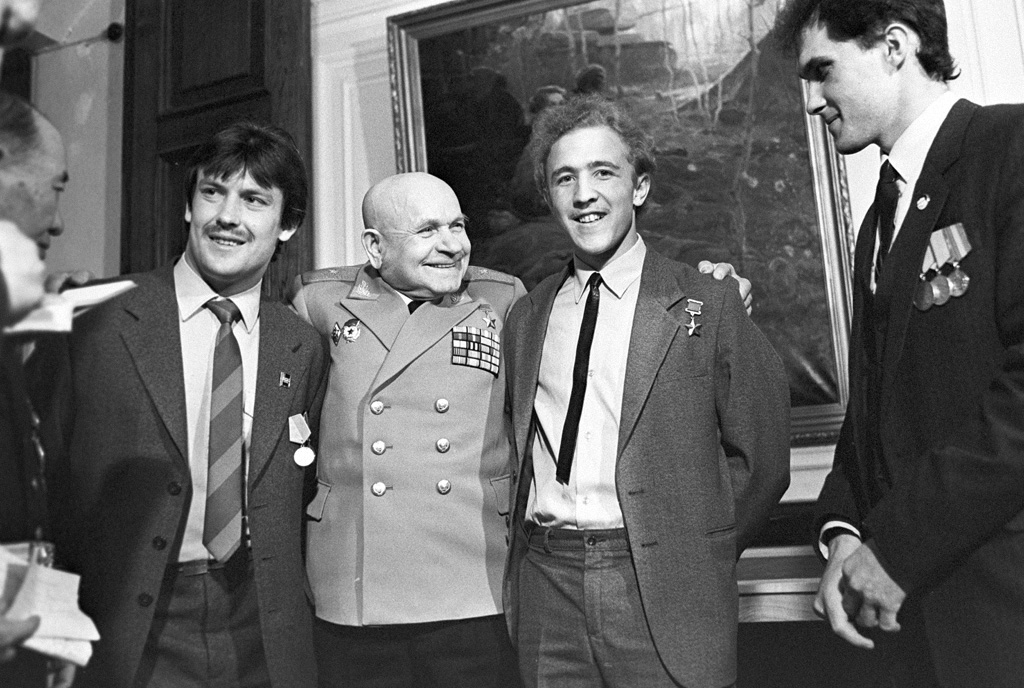
Вручение медали «Воину-интернационалисту от благодарного афганского народа» группе советских военнослужащих, а также воинам запаса, выполнившим свой воинский долг. Ленинград, 15 мая 1988 года.

С февраля 1944 года гвардии подполковник Ф. Е. Жгиров командовал 221-м гвардейским стрелковым полком на Белорусском и 1-м Белорусском фронтах. Участвовал в Гомельско-Речицкой и Калинковичско-Мозырской наступательных операциях. В начале июня 1944 года он был тяжело ранен, и последующие два года был вынужден провести в госпиталях и на санаторном излечении после ранения.
После окончания войны он продолжил службу в Советской армии. Только в июле 1946 года он вернулся в строй и сразу был направлен на учёбу. В 1947 году окончил уже полный курс Военной академии имени М. В. Фрунзе. С ноября 1947 года служил заместителем командира 1-го гвардейского механизированного полка 1-й гвардейской механизированной дивизии в Закавказском военном округе. С апреля 1951 по ноябрь 1953 года командовал 115-м стрелковым полком в 75-й стрелковой дивизии. Затем убыл на учёбу.
В 1955 году окончил Высшую военную академию имени К. Е. Ворошилова. С декабря 1955 года командовал 10-й гвардейской горнострелковой дивизией, с мая 1961 — 10-й гвардейской мотострелковой дивизией. С августа 1961 года — заместитель начальника управления боевой подготовки штаба Ленинградского военного округа. В июле 1963 года гвардии генерал-майор Ф. Е. Жгиров уволен в запас.
Проживал в Ленинграде (с 1991 — Санкт-Петербург). Автор книги мемуаров. Скончался 20 января 1998 года, похоронен на Богословском кладбище Санкт-Петербурга.

## Награды
- Герой Советского Союза (15.01.1944)
- орден Ленина (15.01.1944)
- три ордена Красного Знамени (29.01.1943, 07.03.1943, 03.11.1953)
- орден Отечественной войны 1-й степени (11.03.1985)
- орден Красной Звезды (20.06.1949)
- медаль «За боевые заслуги» (3.11.1944)
- медаль «За оборону Сталинграда» (вручена 20.06.1943)
- другие медали СССР[1]
- Медаль «30 лет Халхин-Гольской Победы» (МНР, 15.08.1969[3])

## Воинские звания
- лейтенант (13.08.1939)
- старший лейтенант (19.05.1941)
- капитан (15.01.1943)
- майор (28.05.1943)
- подполковник (5.01.1944)
- полковник (2.11.1950)
- генерал-майор (25.05.1959)

## Воспоминания
- Жгиров Ф. Е. Под свинцовой метелью. — Л.: Лениздат, 1989. — 271 с. — ISBN 5-289-00324X.

## Память
- В Пионерском парке города Рогачёв установлен памятный знак.
- Портрет Героя установлен на Аллее Славы города Могилёв.